# Печский пивоваренный завод
Печский пивоваренный завод (венг. Pécsi Sörfőzde) — пивоваренный завод, расположенный в городе Печ, столице медье Баранья на юго-западе Венгрии.

## История
Пивоварня была основана в 1848 году Липотом (Леопольдом) Хиршфельдом. После смерти Леопольда завод был передан его сыну Шамуэлю. Тот расширил предприятие и пробурил скважину, чтобы обеспечить подачу качественной чистой воды. В 1907 году марка Szalon Sör (Салон Шёр) была зарегистрирована как товарный знак и по сей день производится под этим названием. В 1911 году Шамуэль основал компанию, которая позже станет известна как Pécsi Sörfőzde Rt (АО Печский пивоваренный завод). Изначально она была известна как Hirschfeld S. Sörgyár Részvénytársaság (АО Пивоварня Ш. Хиршфельда). В последующие годы компании удавалось быть успешной и продолжать работу во время Великой депрессии и двух мировых войн. После прихода к власти коммунистов после Второй Мировой войны компания была национализирована, но в 1970-х и 1980-х годах темпы роста и развития значительно ускорились, что позволило увеличить производственную мощность до нынешних показателей. В 1992 году, через несколько лет после завершения периода коммунизма в Венгрии, компания снова стала частным предприятием. Во ходе приватизации в 1993 году, большая часть компании была приобретена Оттакрингер Групп (Австрия). Новое руководство и дополнительный капитал способствовали модернизации пивоваренного завода. В 1994 году название было изменено на Pécsi Sörfőzde Rt (АО Печский пивоваренный завод). Хотя австрийский Оттакрингер является мажоритарным акционером, завод по-прежнему работает независимо от своей материнской компании, как истинно венгерская пивоварня.

## Компания
В 2000 году Печский пивоваренный завод на 78 % принадлежал группе Оттакрингер в Вене, Австрия, и ещё на 6 % — Брау Юнион АГ (Brau Union AG). 12 % акций компании принадлежит сотрудникам, а оставшиеся 4 % — частным инвесторам, а также местным городским властям. Несмотря на то, что такой большой процент акций находится в собственности австрийской компании, завод по-прежнему сохраняет значительную независимость и гордится своими традициями.

## Сорта
По состоянию на октябрь 2005 года, Печская пивоварня производит 8 сортов пива. Шесть из них являются традиционными венгерскими марками, а две другие производятся по лицензии материнской компании. Пивоварня также поставляет и продает на территории Венгрии три австрийские марки. Продукция продается в бутылках (0,33 л, 0,5 л, 0,66 л), жестяных банках (0,5 л), блоках по шесть штук (6 х 0,5 л), бочках (30 л, 50 л) или в любой другой комбинации из вышеперечисленного. Это пиво наиболее известно в регионе Dél-Dunántúl (Южно-Задунайский край), но его можно найти и по всей стране.
- Szalon Sör (Салон Шёр, 4,6 % об., светлое пиво) — флагман пивоварни, светлое пиво Салон Шёр производится примерно с 1907 года, тогда марка была зарегистрирована как товарный знак. С тех пор она приобрела популярность по всей Венгрии.
- Szalon Félbarna (Салон Фельбарна, 5,5 % об., полутемное пиво) — новейшее дополнение в линейке продуктов. Этот сорт сочетает в себе легкий вкус светлого пива и более сильный вкус темного немецкого пива.
- Szalon Barna (Салон Барна, 5,8 % об., темное в немецком стиле) — это пиво оказалось ценным продуктом для пивоварни, поскольку было выпущено вместе с Салон Шёр в 1994 году.
- Három Királyok (Харом Кирайок, 6,6 % об., сезонное пиво) — Харом Кирайок (Три короля) было впервые представлено в 1999 году как сезонная разновидность, производимая в течение ограниченного времени: в период рождественских и новогодних праздников. Оно также является сортом с самым высоким содержанием спирта, производимым на Печской пивоварне.
- Tavaszi Sör (Таваси Шёр, 4,8 % об., сезонное пиво) — Таваси (Весеннее пиво) это ещё одно сезонное предложение компании, которое было выпущено примерно в то же время, что и Харом Кирайок. Как видно из названия, пиво выпускается в весеннее время, и оно несколько светлее, чем его зимний аналог, соответственно сезону.
- Radler (Радлер, 1,4 % об., легкий алкогольный напиток-пиво) — светлое, слабоалкогольное пиво, которое является по сути смесью лимонада и пива.
- Gold Fassl Pils (Голд Фассл Пилс, 4,8 % об., Пильзнер) — легкий Венский лагер, принадлежит материнской компании Оттакрингер, производится по лицензии выданной для пивоварения в Венгрии.
- Gold Fassl Spezial (Голд Фассл Шпециаль, 5,3 % об., светлое пиво) — несколько более крепкий, золотистый эль родом из Вены, также производится по лицензии.

Помимо семи, перечисленных выше, предприятие также выпускает три другие австрийские марки. Оттакрингер Хеллес (5,2 % об.), знаменитый в Вене, и Шнайдер Вайс (5,4 % об.) нефильтрованное пшеничное пиво родом из Баварии, юга Германии, — алкогольные разновидности. Нуль-Комма-Йозеф — безалкогольное пиво, продается только в маленьких бутылках по 0,33 л и является ценным дополнением к линейке продукции, так как в Венгрии действует политика нулевой терпимости за вождение в нетрезвом виде (допустимый уровень алкоголя в крови составляет 0,0 %).
Также, кроме широко распространенных сортов, завод небольшими партиями выпускает Pécsi sör (Печское пиво). Это особое нефильтрованное пиво (5,2 % об.) доступно только в некоторых заведениях Печа (самый известное из которых — Целлариум).